# Søren Wærenskjold
Søren Wærenskjold (ur. 12 marca 2000 w Mandal) – norweski kolarz szosowy.

## Osiągnięcia
Opracowano na podstawie:

2017
- 1. miejsce w klasyfikacji młodzieżowej Trofeo Karlsberg
- 3. miejsce w mistrzostwach Norwegii juniorów (start wspólny)
- 2. miejsce w mistrzostwach Norwegii juniorów (jazda indywidualna na czas)
- 1. miejsce w Internationale Niedersachsen-Rundfahrt juniorów
  - 1. miejsce w klasyfikacji młodzieżowej
  - 1. miejsce w klasyfikacji punktowej
- 2. miejsce w mistrzostwach Europy juniorów (jazda indywidualna na czas)
- 1. miejsce na 4. etapie Grand Prix Rüebliland

2018
- 2. miejsce w Gent-Wevelgem/Grote Prijs A. Noyelle-Ieper
- 3. miejsce w Trophée Centre Morbihan
  - 1. miejsce na etapie 2a (jazda indywidualna na czas)
- 1. miejsce w Saarland Trofeo
  - 1. miejsce na etapie 3a
- 1. miejsce w mistrzostwach Norwegii juniorów (jazda indywidualna na czas)

2020
- 1. miejsce w International Tour of Rhodes
  - 1. miejsce w klasyfikacji młodzieżowej
  - 1. miejsce na 1. i 3. etapie
- 3. miejsce w mistrzostwach Norwegii (jazda indywidualna na czas)

2021
- 1. miejsce w prologu Course de la Paix Grand Prix Jeseníky
- 2. miejsce w mistrzostwach Norwegii (jazda indywidualna na czas)
- 1. miejsce w prologu i na 1. etapie Tour de l’Avenir
- 2. miejsce w mistrzostwach Europy U23 (jazda indywidualna na czas)

2022
- 1. miejsce w mistrzostwach Norwegii do lat 23
- 2. miejsce w mistrzostwach Norwegii (jazda indywidualna na czas)
- 1. miejsce na 1. etapie Tour de l’Avenir
- 1. miejsce w mistrzostwach świata U23 (jazda indywidualna na czas)
- 3. miejsce w mistrzostwach świata U23 (start wspólny)
- 2. miejsce w Chrono des Nations U23

2023
- 1. miejsce na 3. etapie Saudi Tour
- 2. miejsce w Baloise Belgium Tour
  - 1. miejsce na 3. etapie

## Rankingi
| Rok             | 2019  | 2020 | 2021 | 2022 | 2023 | 2024 |
| --------------- | ----- | ---- | ---- | ---- | ---- | ---- |
| World Ranking   | 1375. | 418. | 276. | 152. | 100. | 86.  |
| UCI Europe Tour | 942.  | 342. | 233. | 126. | 75.  | 69.  |
|                 |       |      |      |      |      |      |
| Źródło: UCI     |       |      |      |      |      |      |